# Europese auto in 1992
Dit artikel geeft een overzicht van alle Europese personenwagens die in 1992 op de markt kwamen. De auto's staan alfabetisch gerangschikt per merk.

## West-Europa
| Alfa Romeo |                  | concern:          | FIAT Italië |
| Alfa Romeo | divisie:         |                   |             |
| Alfa Romeo | merk:            | Alfa Romeo Italië |             |
| Alfa Romeo | model:           | 155               |             |
| Alfa Romeo | einde productie: | 1997              |             |
| Alfa Romeo | productieaantal: | ?                 |             |

| Alfa Romeo |                  | concern:          | FIAT Italië |
| Alfa Romeo | divisie:         |                   |             |
| Alfa Romeo | merk:            | Alfa Romeo Italië |             |
| Alfa Romeo | model:           | Rz                |             |
| Alfa Romeo | einde productie: | 1994              |             |
| Alfa Romeo | productieaantal: | ?                 |             |

| Aston Martin |                  | concern:                         | Ford Motor Company Verenigde Staten |
| Aston Martin | divisie:         |                                  |                                     |
| Aston Martin | merk:            | Aston Martin Verenigd Koninkrijk |                                     |
| Aston Martin | model:           | V8 Vantage                       |                                     |
| Aston Martin | einde productie: | 2000                             |                                     |
| Aston Martin | productieaantal: | ?                                |                                     |

| Aston Martin |                  | concern:                         | Ford Motor Company Verenigde Staten |
| Aston Martin | divisie:         |                                  |                                     |
| Aston Martin | merk:            | Aston Martin Verenigd Koninkrijk |                                     |
| Aston Martin | model:           | Virage SB                        |                                     |
| Aston Martin | einde productie: | 1992                             |                                     |
| Aston Martin | productieaantal: | ?                                |                                     |

| Audi |                  | concern:       | Volkswagen AG Duitsland |
| Audi | divisie:         |                |                         |
| Audi | merk:            | Audi Duitsland |                         |
| Audi | model:           | 80             |                         |
| Audi | einde productie: | 1994           |                         |
| Audi | productieaantal: | ?              |                         |

| BMW |                  | concern:                                                       | onafhankelijk |
| BMW | divisie:         |                                                                |               |
| BMW | merk:            | BMW Duitsland                                                  |               |
| BMW | model:           | M3 coupé (E36; 2e generatie; sportieve variant van de 3-serie) |               |
| BMW | einde productie: | 1999                                                           |               |
| BMW | productieaantal: | 46.525                                                         |               |

| BMW |                  | concern:                                                                      | onafhankelijk |
| BMW | divisie:         |                                                                               |               |
| BMW | merk:            | BMW Duitsland                                                                 |               |
| BMW | model:           | M5 Touring stationwagen (E34; 2e generatie; sportieve variant van de 5-serie) |               |
| BMW | einde productie: | 1995                                                                          |               |
| BMW | productieaantal: | 891                                                                           |               |

| Caterham |                  | concern:                     | onafhankelijk |
| Caterham | divisie:         |                              |               |
| Caterham | merk:            | Caterham Verenigd Koninkrijk |               |
| Caterham | model:           | Super 7                      |               |
| Caterham | einde productie: | ?                            |               |
| Caterham | productieaantal: | ?                            |               |

| Citroën |                  | concern:          | PSA Peugeot Citroën Frankrijk |
| Citroën | divisie:         |                   |                               |
| Citroën | merk:            | Citroën Frankrijk |                               |
| Citroën | model:           | XM stationwagen   |                               |
| Citroën | einde productie: | 2000              |                               |
| Citroën | productieaantal: | ?                 |                               |

| Donkervoort |                  | concern:              | onafhankelijk |
| Donkervoort | divisie:         |                       |               |
| Donkervoort | merk:            | Donkervoort Nederland |               |
| Donkervoort | model:           | D8                    |               |
| Donkervoort | einde productie: | ?                     |               |
| Donkervoort | productieaantal: | ?                     |               |

| Ferrari |                  | concern:                                              | FIAT Italië |
| Ferrari | divisie:         |                                                       |             |
| Ferrari | merk:            | Ferrari Italië                                        |             |
| Ferrari | model:           | 456 GT coupé / Estate stationwagen / Spyder cabriolet |             |
| Ferrari | einde productie: | 2003 / 1992 / 1992                                    |             |
| Ferrari | productieaantal: | ?                                                     |             |

| FIAT |                  | concern:    | onafhankelijk |
| FIAT | divisie:         |             |               |
| FIAT | merk:            | FIAT Italië |               |
| FIAT | model:           | Cinquecento |               |
| FIAT | einde productie: | 1998        |               |
| FIAT | productieaantal: | ?           |               |

| Jaguar |                  | concern:                   | Ford Motor Company Verenigde Staten |
| Jaguar | divisie:         |                            |                                     |
| Jaguar | merk:            | Jaguar Verenigd Koninkrijk |                                     |
| Jaguar | model:           | XJ220 sportwagen-coupé     |                                     |
| Jaguar | einde productie: | 1994                       |                                     |
| Jaguar | productieaantal: | 282                        |                                     |

| Maserati |                  | concern:                    | De Tomaso Italië |
| Maserati | divisie:         |                             |                  |
| Maserati | merk:            | Maserati Italië             |                  |
| Maserati | model:           | Ghibli coupé (2e generatie) |                  |
| Maserati | einde productie: | 1998                        |                  |
| Maserati | productieaantal: | 1133                        |                  |

| McLaren |                  | concern:                          | onafhankelijk |
| McLaren | divisie:         |                                   |               |
| McLaren | merk:            | McLaren Verenigd Koninkrijk       |               |
| McLaren | model:           | F1 coupé-sportwagen (1 generatie) |               |
| McLaren | einde productie: | 1998                              |               |
| McLaren | productieaantal: | 106                               |               |

| Mercedes-Benz Puch |                  | concern: | Daimler-Benz Duitsland Steyr-Daimler-Puch Oostenrijk |
| Mercedes-Benz Puch | divisie:         | |                                                      |
| Mercedes-Benz Puch | merk:            | Mercedes-Benz Duitsland Puch Oostenrijk |                                                      |
| Mercedes-Benz Puch | model:           | G-Klasse drie- en vijfdeur-terreinwagen met korte en lange wielbasis / cabriolet (W461; 2e generatie; in Oostenrijk, Zwitserland en Oost-Europa onder het merk Puch verkocht; voortzetting van de utilitaire varianten na de afsplitsing van luxueuzer civiele varianten in 1990) |                                                      |
| Mercedes-Benz Puch | einde productie: | 2007 (civiel), 2021 (professioneel) |                                                      |
| Mercedes-Benz Puch | productieaantal: | ca. 3000 van de civiele varianten |                                                      |

| Mercedes-Benz |                  | concern: | Daimler-Benz Duitsland |
| Mercedes-Benz | divisie:         | |                        |
| Mercedes-Benz | merk:            | Mercedes-Benz Duitsland |                        |
| Mercedes-Benz | model:           | S-Klasse coupé (C140; afgeleid van de 3e generatie S-Klasse sedan uit 1991; ging vanaf de facelift in 1996 apart verder als de CL-Klasse) |                        |
| Mercedes-Benz | einde productie: | september 1998 |                        |
| Mercedes-Benz | productieaantal: | 26.022 |                        |

| MG |                  | concern:               | Rover (bedrijf) Verenigd Koninkrijk |
| MG | divisie:         |                        |                                     |
| MG | merk:            | MG Verenigd Koninkrijk |                                     |
| MG | model:           | RV8                    |                                     |
| MG | einde productie: | 1999                   |                                     |
| MG | productieaantal: | ?                      |                                     |

| Opel |                  | concern: | General Motors Verenigde Staten |
| Opel | divisie:         | |                                 |
| Opel | merk:            | Opel Duitsland |                                 |
| Opel | model:           | Monterey RS drie- / LTD verlengde vijfdeur-suv-terreinwagen (badge-engineered 2e generatie Isuzu Trooper; Vauxhalls versie verscheen in 1994) |                                 |
| Opel | einde productie: | 1999 |                                 |
| Opel | productieaantal: | ? |                                 |

| Renault |                  | concern:          | onafhankelijk |
| Renault | divisie:         |                   |               |
| Renault | merk:            | Renault Frankrijk |               |
| Renault | model:           | 19 cabriolet      |               |
| Renault | einde productie: | 1996              |               |
| Renault | productieaantal: | ?                 |               |

| Renault |                  | concern:                                 | onafhankelijk |
| Renault | divisie:         |                                          |               |
| Renault | merk:            | Renault Frankrijk                        |               |
| Renault | model:           | Safrane vijfdeurhatchback (1e generatie) |               |
| Renault | einde productie: | eind 2000                                |               |
| Renault | productieaantal: | 313.089                                  |               |

| Rover |                  | concern:                  | onafhankelijk |
| Rover | divisie:         |                           |               |
| Rover | merk:            | Rover Verenigd Koninkrijk |               |
| Rover | model:           | 800 coupé (2e generatie)  |               |
| Rover | einde productie: | 1999                      |               |
| Rover | productieaantal: | ?                         |               |

| Saab |                  | concern:    | General Motors Verenigde Staten |
| Saab | divisie:         |             |                                 |
| Saab | merk:            | Saab Zweden |                                 |
| Saab | model:           | 900 3p / 5p |                                 |
| Saab | einde productie: | 1993        |                                 |
| Saab | productieaantal: | ?           |                                 |

| Saab |                  | concern:     | General Motors Verenigde Staten |
| Saab | divisie:         |              |                                 |
| Saab | merk:            | Saab Zweden  |                                 |
| Saab | model:           | 9000 4p / 5p |                                 |
| Saab | einde productie: | 1998         |                                 |
| Saab | productieaantal: | ?            |                                 |

| Schuppan |                  | concern:                                      | onafhankelijk |
| Schuppan | divisie:         |                                               |               |
| Schuppan | merk:            | Schuppan-Porsche Verenigd Koninkrijk          |               |
| Schuppan | model:           | 962CR (gebaseerd op de Porsche 962-racewagen) |               |
| Schuppan | einde productie: | 1994                                          |               |
| Schuppan | productieaantal: | 4                                             |               |

| Volkswagen |                  | concern:               | onafhankelijk |
| Volkswagen | divisie:         |                        |               |
| Volkswagen | merk:            | Volkswagen Duitsland   |               |
| Volkswagen | model:           | Vento (Jetta Mark III) |               |
| Volkswagen | einde productie: | 1998                   |               |
| Volkswagen | productieaantal: | ?                      |               |

## Oost-Europa
| GAZ |                  | concern:      | onafhankelijk |
| GAZ | divisie:         |               |               |
| GAZ | merk:            | GAZ Rusland   |               |
| GAZ | model:           | 31029 (Volga) |               |
| GAZ | einde productie: | 1997          |               |
| GAZ | productieaantal: | ?             |               |

| Lada |                  | concern:     | onafhankelijk |
| Lada | divisie:         |              |               |
| Lada | merk:            | Lada Rusland |               |
| Lada | model:           | Gnom         |               |
| Lada | einde productie: | 1992         |               |
| Lada | productieaantal: | ?            |               |

| Lada |                  | concern:     | onafhankelijk |
| Lada | divisie:         |              |               |
| Lada | merk:            | Lada Rusland |               |
| Lada | model:           | Natacha      |               |
| Lada | einde productie: | 1996         |               |
| Lada | productieaantal: | ?            |               |